# Luigi Beretta (militare)
Luigi Beretta (Ronco Biellese, 17 agosto 1810 – San Martino della Battaglia, 12 luglio 1859) è stato un militare italiano, che combatté durante la prima guerra d'indipendenza, la Guerra di Crimea e la seconda guerra d'indipendenza. Si distinse particolarmente nella seconda, durante la quale fu decorato con la medaglia d'oro al valor militare alla memoria per il coraggio dimostrato durante la battaglia di San Martino.

## Biografia
Nacque a Ronco Biellese il 17 agosto 1810, figlio di Carlo e Matilde Novarese. Il 20 marzo 1829 entrò nell’Armata sarda, divenendo cadetto presso la Brigata "Aosta". Nell’aprile 1833 fu promosso sottotenente in forza al 2º Reggimento della Brigata fanteria Piemonte, passando poi al 4° dove fu promosso luogotenente nel luglio 1839. Dopo la promozione a capitano, avvenuta il 24 marzo 1848, fu mandato in Lombardia a disposizione del locale governo provvisorio. Durante la prima guerra d'indipendenza creò un battaglione di volontari, di cui divenne comandante con il grado di maggiore, che fu schierato a difesa della linea tra lo Stelvio e il Tirolo. Il 1 giugno fu nominato comandante del 1º Reggimento di linea composto da volontari bresciani, appartenente alla divisione lombarda al comando del generale Ettore Perrone di San Martino. Dopo la firma dell'armistizio di Salasco ritornò in Piemonte, rientrando in servizio attivo come comandante del 9º Battaglione provvisorio formato da esuli lombardi. Non prese parte alla breve campagna del 1849, ma dopo la sua promozione a luogotenente colonnello divenne comandante del 9º Battaglione bersaglieri partendo poi per la guerra di Crimea nel corso del 1855. Decorato con la Croce di Ufficiale della Legion d'onore fu promosso colonnello nel corso del 1858, assumendo poi il comando del 7º Reggimento della Brigata "Cuneo".
Dopo lo scoppio della seconda guerra d'indipendenza, il 30 maggio 1859 si distinse particolarmente durante il combattimento di Vinzaglio, per cui fu decorato con la Croce di Cavaliere dell'Ordine militare di Savoia. Il 24 giugno prese parte alla battaglia di San Martino, e dopo un infruttuoso tentativo effettuato nel corso della mattinata, nel tardo pomeriggio le truppe della 3ª e 5ª Divisione piemontese si lanciarono all’attacco del colle difeso dai soldati dell’VIII Armeekorps del generale Benedek. Alla testa delle sue truppe condusse il reggimento all’attacco, ma fu colpito a morte da una pallottola che lo centrò al cuore. Per onorarne il coraggio con Regio Decreto del 12 luglio 1959 gli fu concessa la Medaglia d'oro al valor militare alla memoria.

### Annotazioni
1. ↑  Il reggimento era inquadrato nella 2ª Brigata comandata dal generale Manfredo Fanti, appartenente alla Divisione "Lombarda" al comando del generale Ettore Perrone di San Martino. Il 3º Reggimento di linea era al comando del colonnello Paolo Griffini.
2. ↑  In quello stesso frangente le truppe francesi attaccavano a Solferino.

### Fonti
1. 1 2 3 4 5 6 7 8 9 10  D'Ayala 1868, p. 46.
2. ↑  Società dei Reduci della Crimea 1884, p. 11.